# 伊帕托沃區

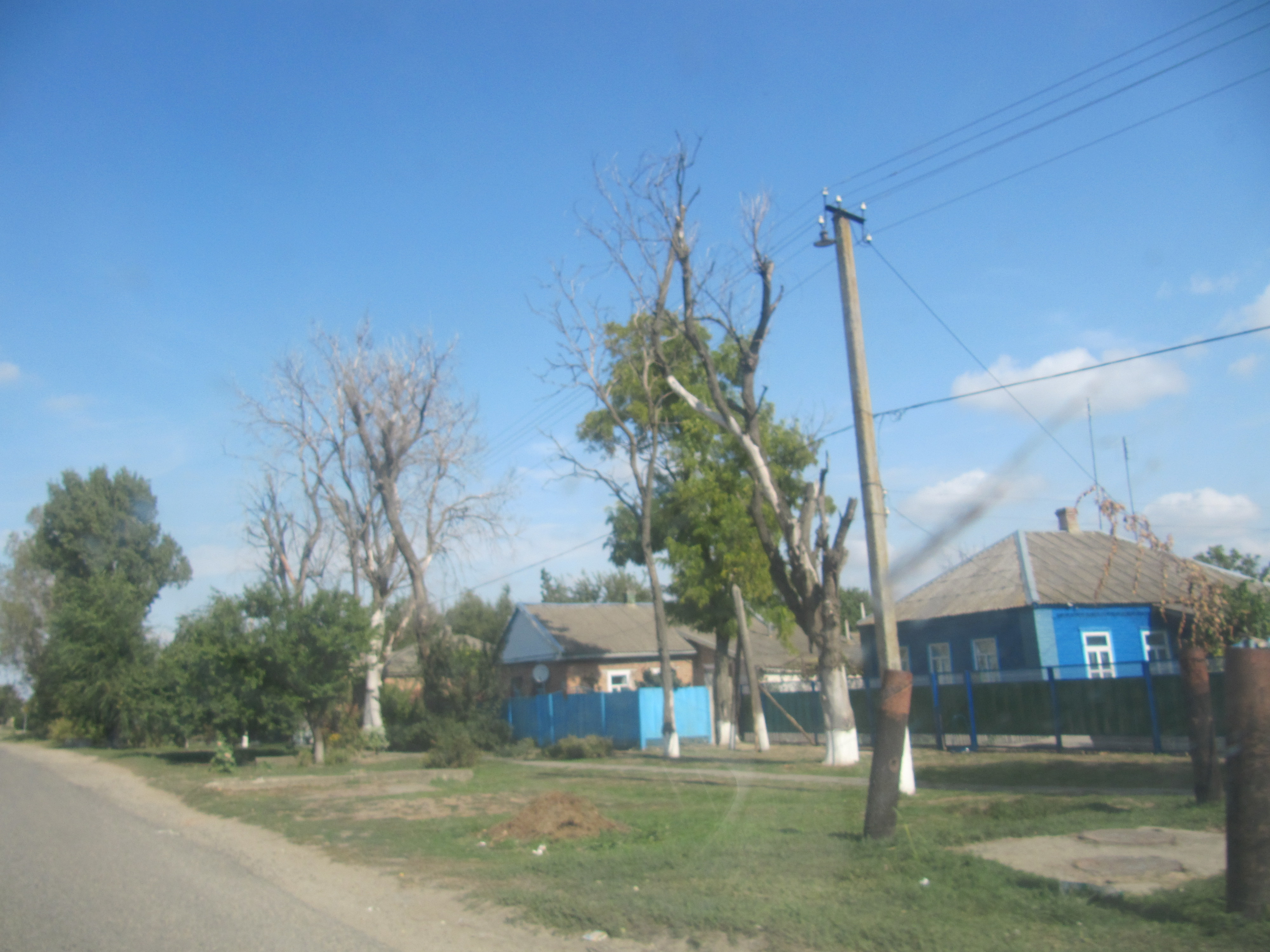

伊帕托沃區（俄语：Ипатовский район），是俄羅斯的一個區，位於該國西南部，由斯塔夫羅波爾邊疆區負責管轄，面積4,036平方公里，2010年人口62,751，人口密度每平方公里15.55人。
45°43′N 42°54′E / 45.717°N 42.900°E